# Mina Rosner
Pour les articles homonymes, voir Rosner.
Mina Rosner (née Pohorille), née le 8 octobre 1913 à Buczacz, en Galice, en Autriche-Hongrie (aujourd'hui Buchach, en Ukraine) et morte le 9 décembre 1997 à Winnipeg, au Canada, est une survivante et témoin de la Shoah.

## Biographie
Mina Pohorille est née le 8 octobre 1913 à Buczacz, en Galice, en Autriche-Hongrie (aujourd'hui Buchach, en Ukraine).
Son père, Abraham, est propriétaire d'une entreprise de distribution en gros et fabrique également des boissons gazeuses.
En 1938, Mina Pohorille, à l'âge de 25 ans, épouse Michael Rosner. Il est né le 6 août 1905 à Kolomya, en Ukraine.

### Seconde Guerre mondiale
Durant la Seconde Guerre mondiale, ses parents, ses deux frères, trois sœurs, tous ses oncles et tantes, sont assassinés par les Nazis. En 1942, son fils Isaac Rosner, né le 21 octobre 1939 meurt de diphtérie, à l'âge de 3 ans. Avec 5 autres Juifs, elle est cachée dans une famille polonaise. Elle une des survivantes (parmi une centaine) des Juifs de Buczacz.

### Après la guerre
Après avoir été séparée pendant 5 ans de son mari, à cause de la guerre, Michael Rosen ayant fait partie de l'armée rouge, le couple se retrouve en 1946. Ils s'installent à Winnipeg, Manitoba, au Canada, en 1948. Ils ont 2 fils, Avrum Rosner et Izzienko Rosner.  Michael Rosner et Mina Rosner sont propriétaires d'un magasin de vêtements  dans les années 1950 puis d'une épicerie de 1960 à 1982. Michael Rosen est mort le 13 décembre 1982 à Winnipeg.

### Témoignage
Elle raconte ses expériences en temps de guerre dans son livre I am a Witness. En 1990, elle retourne à Buchach pour la première fois depuis la guerre, et cette visite est filmée dans un documentaire de la Société Radio-Cananda intitulé « Return to Buchach ». Le documentaire remporte une médaille d'or au Festival du film et de la télévision de New York en 1992.

### Honneurs
1992: Médaille commémorative du 125e anniversaire du Canada, pour "contribution significative à ses compatriotes, la communauté et au Canada".

## Œuvre
- (en) Mina Rosner. I Am a Witness. Hyperion Press, 1990.  (ISBN 0920534929),  (ISBN 9780920534922)